# Separazione di Huygens
La separazione di Huygens (dal nome di Christiaan Huygens) è uno spazio vuoto presente nel sistema di anelli del pianeta Saturno, all'interno della più vasta Divisione di Cassini e posto ad una distanza dal centro del pianeta di 117 680 km; quest'ultima è situata fra i due anelli più brillanti del pianeta, l'anello B, all'interno, e l'anello A, all'esterno.